# Noel Gallagher's High Flying Birds
Noel Gallagher's High Flying Birds — англійський рок-гурт, створений у 2010 році у Манчестері як самостійний проєкт колишнього учасника гурту Oasis Ноеля Галлахера.

## Історія

### High Flying Birds
З 2009 року, після того, як Ноел залишив Oasis, з'явилось багато чуток стосовного його сольного альбому. У липні 2011 року він зібрав прес-конференцію, на якій і підтвердив, що випускає однойменний альбом. Також він пояснив, що назва High Flying Birds походить від пісні американського рок-гурту Jefferson Airplane з їхнього альбому «Early Flight». У серпні вийшов перший сингл з його нового альбому під назвою «The Death of You and Me».
Після успіху цього синглу, Ноель на своєму офіційному сайті підтвердив, що наступним синглом у Великій Британії з його нового альбому буде «AKA... What a Life!», реліз якого відбувся 11 вересня 2011 року. «If I Had a Gun...», перший сингл гурту у США, з'явився на App Store 20 вересня 2011 року.
Майже через місяць, 17 жовтня 2011 року у світ вийшов перший однойменний альбом гурту. Продюсером альбому став Дейв Сарді, котрий працював з «Oasis» під час створення двох останніх альбомів гурту — «Don't Believe the Truth» та «Dig Out Your Soul». Реакція критиків була позитивною, альбом неодноразово потрапляв у різноманітні списки найкращих альбомів року.
Через тиждень після виходу альбому, як і було оголошено раніше на прес-конференції, гурт розпочав тур у його підтримку. Ноел заявив, що цей тур не буде великим і охопить тільки великі міста, а у 2012 році, ймовірно, тур буде значно більший. 13 червня 2012 року музикант вперше відвідав Україну і дав концерт у київському МВЦ. Після концерту Ноел зазначив, що для нього це був один з десяти найкращих концертів туру.
16 березня 2012 року Ноел анонсував, що його новий міні-альбом під назвою «Songs from the Great White North...» буде випущений 21 квітня 2012 року. Цей міні-альбом складається з попередніх бі-сайдів — «The Good Rebel», «Let the Lord Shine a Light on Me», «I'd Pick You Everytime» та його нещодавньої співпраці із Amorphous Androgynous — «Shoot a Hole Into the Sun».

### Другий альбом
15 серпня 2013 року Ноел, відповідаючи на питання фанатів на радіо Talksport, підтвердив інформацію про те, що він почав працювати над другим сольним альбомом. «У мене залишилось багато пісень з минулого альбому. Я пишу, збираю все докупи. Так, я точно випущу ще один [альбом].» На питання, коли слід очікувати вихід нового матеріалу, він відповів: «Напевно тоді, коли я його закінчу, я не знаю.»
20 жовтня 2013 року Галлахер заявив, що його останні пісні для нового альбому «найкращі пісні, які він коли-небудь писав». « Я закінчив та зіграв їх [нові пісні], думаю 'Дуже добре. Насправді, це можуть бути найкращі пісні, які я коли-небудь писав!' — Допоки я не почув по радіо 'Rock 'n' Roll Star' і подумав 'Так…вони не такі вже і гарні!'.»

## Склад
- Ноел Галлахер — вокал, гітара
- Рассел Прітчард — бас-гітара, бек-вокал
- Майк Роу — клавішні
- Тім Сміт — гітара
- Джеремі Стейсі — ударні, перкусія

## Дискографія
Головна стаття: Дискографія Noel Gallagher's High Flying Birds.
- Noel Gallagher's High Flying Birds (2011)
- Chasing Yesterday (2015)
- Who Built the Moon? (2017)
- Council Skies (2023)

## Нагороди та номінації

### Brit Awards
| Рік  | Номіновано                         | Нагорода                         | Результат |
| ---- | ---------------------------------- | -------------------------------- | --------- |
| 2012 | Noel Gallagher's High Flying Birds | Найкращий британський виконавець | Номінація |

### NME Awards
| Рік  | Номіновано                                              | Нагорода                    | Результат |
| ---- | ------------------------------------------------------- | --------------------------- | --------- |
| 2012 | Noel Gallagher's High Flying Birds                      | Найкращий виконавець        | Номінація |
| 2012 | Noel Gallagher's High Flying Birds                      | Найкращий альбом            | Номінація |
| 2012 | Ноел Галлахер починає сольну кар'єру з прес-конференції | Найкраща музична подія року | Номінація |
| 2012 | Ноел Галлахер                                           | Герой року                  | Номінація |
| 2012 | Ноел Галлахер                                           | Богоподібний геній          | Перемога  |

### Q Awards
| Рік  | Номіновано             | Нагорода                     | Результат |
| ---- | ---------------------- | ---------------------------- | --------- |
| 2012 | Everybody's on the Run | Найкраще відео               | Номінація |
| 2012 | Noel Gallagher         | Найкращий сольний виконавець | Номінація |

### Nordoff Robbins Awards
| Рік  | Номіновано                         | Нагорода               | Результат |
| ---- | ---------------------------------- | ---------------------- | --------- |
| 2013 | Noel Gallagher's High Flying Birds | Найкращий живий виступ | Номінація |

### Ivor Novello Awards
| Рік  | Номіновано     | Нагорода                | Результат |
| ---- | -------------- | ----------------------- | --------- |
| 2013 | Noel Gallagher | Видатне зібрання пісень | Перемога  |